# Tragelaphus
Genre
Le genre Tragelaphus est un genre de bovinés qui comprend plusieurs espèces :
- Tragelaphus angasii Gray, 1849 — nyala
- Tragelaphus buxtoni (Lydekker, 1910) — nyala de montagne
- Tragelaphus eurycerus (Ogilby, 1837) — bongo
- Tragelaphus imberbis (Blyth, 1869) — petit koudou
- Tragelaphus scriptus (Pallas, 1766) — guib harnaché
- Tragelaphus spekii P. L. Sclater, 1863 — sitatunga
- Tragelaphus strepsiceros (Pallas, 1766) — antilope koudou ou grand koudou

## Origine
Le tragelaphos (bouc-cerf) est à l'origine une bête mystérieuse décrite par les anciens et notamment Aristote. Buffon a cru y reconnaître une variété de cerf ordinaire. Tagelaphus signifie aussi antilope à corne en spirale car toutes les espèces de tragelaphus ont les cornes en spirale.

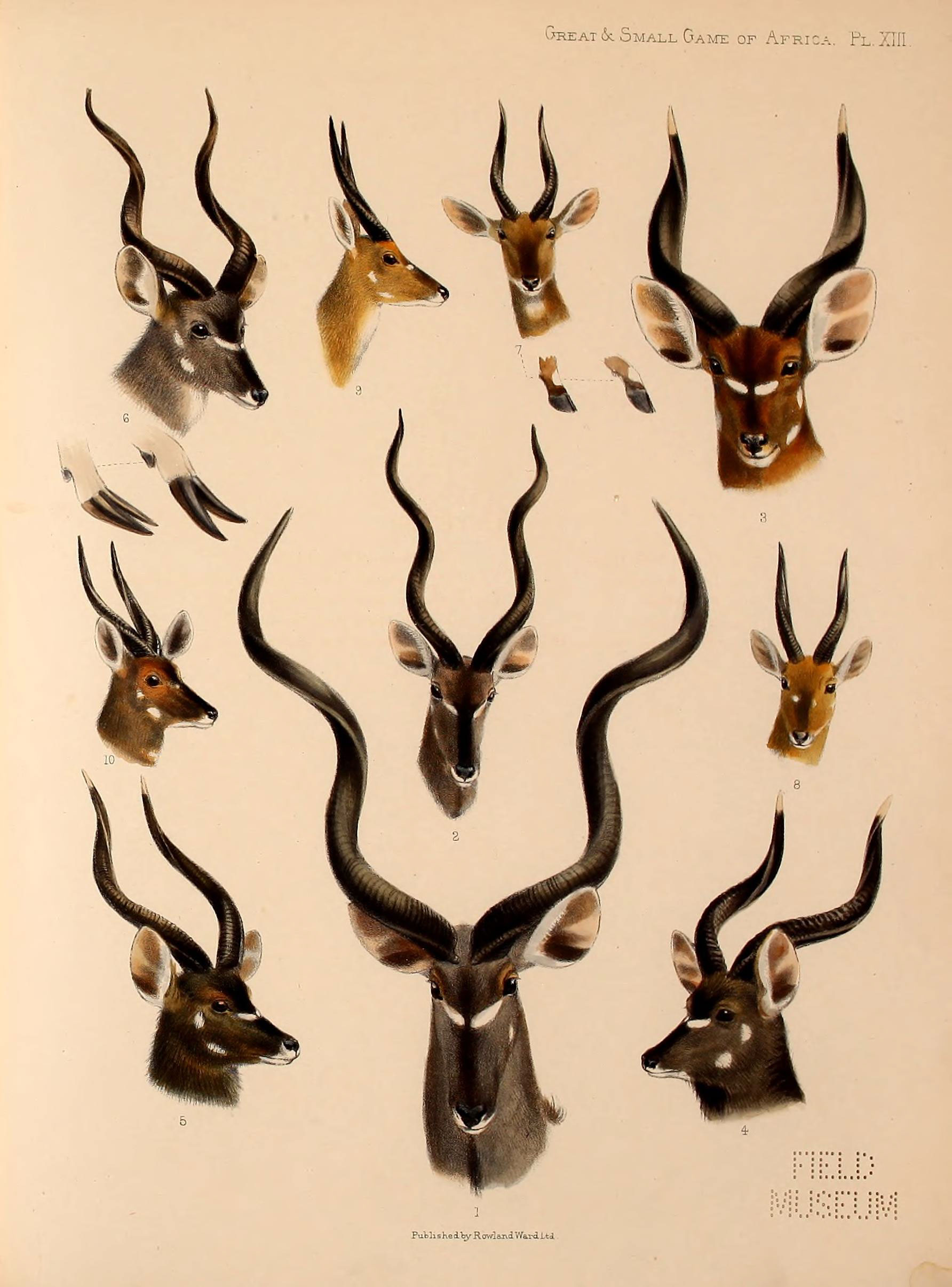
Diversité des cornes dans la série The great and small game de Richard Lydekker (1900-1908).

## Littératures
La chasse au koudou est l'objet principal du célèbre récit de Ernest Hemingway, Les Vertes Collines d'Afrique. Dans cet ouvrage, l'auteur dépeint les cornes comme étant l'élément déterminant de l'animal, celui qui permet de juger si on a réalisé une bonne prise ou non. D'ailleurs, les chasseurs entre eux comparent leurs tableaux de chasse en les mesurant avec des mètres rubans.